# Kim (apellido)
Kim (ocasionalmente romanizado Gim) es el apellido más común en la península de Corea, siendo el de casi un 22% de la población. Kim en coreano se escribe "김" (Gim) ("김" por sí solo no tiene algún significado específico si no es especificado por su hanja subyacente o es derivado del contexto). El hanja para Kim también puede traducirse como "금" (Geum), lo cual significa "oro".

## Clanes

El 21.6% de las personas en Corea tienen el apellido Kim.
Kim, Gim, Ghim
Lee, Yi, Rhee, Yie, Jee
Park, Pak
Choi, Choe
Jung, Jeong, Chung, Cheong

### Origen del apellido
El apellido Kim proviene de la palabra en chino para Oro (金): Jin, Kam, Sinn, o Kim.

### Prohibición del matrimonio entre clanes Kim
Dentro de la población que comparten el apellido Kim, las familias no están inmediatamente relacionadas entre ellas. Estas distinciones son importantes, ya que las leyes de Corea prohíben el matrimonio entre el mismo clan, no importa cuán remota sea la relación; ahora, sin embargo, sólo aquellos en una relación de primo segundo o más cercana tienen prohibido su matrimonio.

### Distinción por regiones
Al igual que con otros apellidos coreanos, los clanes Kim son distinguidos por la región de corea de la cual dicen haberse originado. El censo surcoreano del 2000 listó 348 linajes Kim existentes.

### Uiseong
El clan Uiseong Kim (en hangul, 의성김씨; en hanja, 義城金氏) remonta su linaje hasta el último príncipe de Silla, el cual luego se convirtió en monje.

### Andong
Existen dos clanes Andong Kim (en hangul, 안동김씨; en hanja, 安東金氏), distinguidos como Gu (en hangul, 구; en hanja, 舊) y Shin (en hangul, 신; en hanja, 新), que tienen dos progenitores diferentes.
Entre los miembros más destacados del clan Gu Andong Kim se encuentra el General Kim Si Min y el primer ministro Kim Sa Hyeong, el cual estuvo involucrado en el mapa Kangnido.
El clan Shin Andong Kim fue uno de los poderosos clanes que dominaron los últimos tiempos de la dinastía Joseon. Uno de los miembros más poderosos del clan fue el Honorable Kim Josun, quien era el suegro del Sunjo de Joseon. La hija de Kim Josun fue la Reina Sunwon.

### Gimhae (Kimhae)
De acuerdo a una historia conservada únicamente en el Samguk Yusa, en el año 48, la Princesa Heo Hwang Ok viajó desde un país llamado Ayuda a Corea, donde se casó con el Suro de Geumgwan Gaya y dio a luz a diez hijos, así iniciando la dinastía Kim de Geumgwan Gaya, la capital de lo que en la actualidad sería Goryeong-gun.
Entre otros famosos ancestros de este clan, además de los reyes de Geumgwan Gaya, se encuentra el General de Silla Kim Yushin. En la Silla Unificada, miembros del clan Gimhae Kim fueron admitidos en ningún otro que el nivel más alto del Golpum.
Este clan es por lejos el más famoso de todos los clanes coreanos. El censo surcoreano del 2000 encontró para añadir a más de cuatro millones de personas pertenecientes a este clan.

### Gyeong Seong
El clan Gyeong Seong Kim (en hangul, 경성김씨; en hanja, 京城金氏) se originó en Seúl, Corea del Sur. Esta familia habita Seúl en Corea del sur luego de haber migrado de Gimhae en los años 1910.

### Gyeongju
Los Gyeongju Kim (en hangul, 경주김씨; en hanja, 慶州金氏) trazan su descendencia desde el clan gobernante de Silla. El fundador de este clan se dice que fue Kim Alji, un huérfano adoptado por el Rey Talhae de Silla en el siglo I. Un descendiente de séptima generación de Alji fue el primer miembro del clan en tomar el trono, como el Rey Michu de Silla, en el año 262-
Este clan también es extremadamente popular. En el censo surcoreano del 2000, más de 1.7 millones de ciudadanos afirmaron ser parte del mismo.

### Nagan
El clan Nagan Kim (en hangul, 낙안김씨; en hanja, 樂安金氏) es extremadamente raro. Su progenitor, Kim Sujing (en hangul, 김수징; en hanja, 金粹澄), era un descendiente del último Rey de Silla, y estableció su hogar ancestral en Suncheon. En el censo surcoreano del 2000, menos de 10,000 ciudadanos afirmaron ser parte de este clan.

### Hamchang
Los Hamchang Kim (en hangul, 함창; en hanja, 咸昌) trazan su origen desde el fundador de la poca conocida Confederación Gaya, el Rey Taejo. Su presunta tumba, redescubierta en el siglo XVI, aún está preservada por los miembros modernos del clan. Este clan numeró únicamente a 26,300 miembros en el censo surcoreano del 2000.

### Gwangsan
El clan Gwangsan Kim (en hangul, 광산김씨; en hanja, 光山金氏) fue uno de los clanes más prominentes de la dinastía Joseon. Los Gwangsan Kim son descendientes de Heung Gwang (en hangul, 흥광; en hanja, 興光), quien fue el tercer príncipe del Rey Sinmu de Silla, en su cuatrigésima quinta monarquía.

### Yaseong
Los Yaseong Kim (en hangul, 야성김씨; en hanja, 野城金氏) provienen de Yeongdeok-gun. El nombre Yeongdeok reemplazó a su antiguo nombre, Yaseong, que significa "Ciudad en lo salvaje" y cuyos orígenes datan desde la era de Silla.

### Cheongpung
El clan Cheongpung Kim (en hangul, 청풍김씨; en hanja, 淸風金氏) fue una de las familias aristócratas durante la dinastía Joseon. Dos reinas de esta era pertenecían a este clan. Gran cantidad de miembros del clan fueron Primeros Ministros.

### Yeonan
El clan Yeonan Kim (en hangul, 연안김씨; en hanja, 延安金氏) fue una de las familias aristócratas durante la dinastía Joseon, la cual tuvo gran cantidad de miembros en altos cargos gubernamentales. Seis miembros de este clan fueron Primeros Ministros.

### Gangneung
Los Gangneung Kim (en hangul, 강릉김씨; en hanja, 江陵金氏) provienen de Gangneung, Gangwon. Su progenitor fue Kim Juwon (en hangul, 김주원; en hanja, 金周元), quien era un descendiente del Rey Muyeol de Silla.

### Sangsan
El clan Sangsan Kim (en hangul, 상산김씨; en hanja, 商山金氏) se originó en Sangju, Gyeongsang del Norte. Su progenitor fue Kim Su (en hangul, 김수; en hanja, 金需), y el clan tuvo varios miembros en el gobierno, durante la dinastía Joseon.

### Ulsan
Los Ulsan Kim (en hangul, 울산김씨; en hanja, 蔚山金氏) provienen de Ulsan. Uno de los miembros de este clan, Kim Inhu (en hangul, 김인후; en hanja, 金麟厚), fue uno de los 18 Hombres de Virtud de Corea, y fue honrado como un Munmyo Bae Hyang (en hangul, 문묘배향; en hanja, 文廟配享).

### Seoheung
El clan Seoheung Kim (en hangul, 서흥김씨; en hanja, 瑞興金氏) fue uno de los clanes Kim más pequeños durante la dinastía Joseon. Su progenitor fue Kim Bo (en hangul, 김보; en hanja, 金需), y uno de sus miembros importantes fue Kim Goengpil (en hangul, 김굉필; en hanja, 金宏弼), quien, al igual que Kim Inhu, fue uno de los 18 Hombres de Virtud de Corea, y también honrado como un Munmyo Bae Hyang.

### Wonju
Los Wonju Kim (en hangul, 원주김씨; en hanja, 原州金氏) fue otro de los clanes Kim más pequeños durante la dinastía Joseon, aunque en dicha era tuvieron a dos miembros quienes fueron Primeros Ministros.

## Otros clanes Kim
- Ansan Kim (en hangul, 안산김씨)
- Buan Kim (en hangul, 부안김씨)
- Cheongdo Kim (en hangul, 청도김씨)
- Eonyang Kim (en hangul, 언양김씨)
- Gaeseong Kim (en hangul, 개성김씨)
- Gimnyeong Kim (en hangul, 김녕김씨)
- Gongju Kim (en hangul, 공주김씨)
- Goryeong Kim (en hangul, 고성김씨)
- Goseong Kim (en hangul, 김녕김씨)
- Gwangju Kim (en hangul, 광주김씨)
- Gyeong Seoung Kim (en hangul, 경성김씨)
- Jeonju Kim (en hangul, 전주김씨)
- Jinju Kim (en hangul, 진주김씨)
- Naju Kim (en hangul, 나주김씨)
- Pungcheon Kim (en hangul, 풍천김씨)
- Pungsan Kim (en hangul, 풍산김씨)
- Samcheok Kim (en hangul, 삼척김씨)
- Seoha Kim (en hangul, 선산김씨)
- Seonsan Kim (en hangul, 서하김씨)
- Suncheon Kim (en hangul, 순천김씨)
- Suwon Kim (en hangul, 수원김씨)
- Yean Kim (en hangul, 예안김씨)
- Yeongdong Kim (en hangul, 영동김씨) (Yeongsan Kim (en hangul, 영산김씨))
- Yeong Gwang Kim (en hangul, 영광김씨)